# Église Saint-Jacques-du-Haut-Pas
Pour l’article homonyme, voir Église Saint-Jacques.
L'église Saint-Jacques-du-Haut-Pas est une église catholique parisienne située dans le 5e arrondissement au 252, rue Saint-Jacques et à l'angle de la rue de l'Abbé-de-l'Épée.
Cette église fait l’objet d’une inscription au titre des monuments historiques depuis le 4 juin 1957, transformée en un classement le 11 septembre 2017.

## Origines
Sur le terrain de l'actuelle église se trouve d'abord une modeste commanderie, dès 1180, tenue par des frères hospitaliers de l'ordre de Saint-Jacques d'Altopascio (en) près de Lucques (Italie). C’est, alors, le seul hospice chargé d’accueillir les pèlerins en partance pour Saint-Jacques-de-Compostelle, avant la construction du couvent des Jacobins. Des dons permettent son agrandissement avec chapelle, hospice et cimetière ; elle est bénie en 1360 par l'évêque de Paris.
L'origine du nom de l'église « du-Haut-Pas » provient donc du nom du village d'Altopascio, là où ces religieux — c'était leur vocation de faciliter les accès, l'hébergement et les soins aux pèlerins — avaient rendu franchissable un passage marécageux difficile (de hautpas ou de maupas) sur le fleuve Arno en construisant un pont.
Malgré la suppression de leur ordre, par le pape Pie II en 1459, certains frères décident de rester sur place à Paris. Il n'y a alors alentour que des champs et des prairies et quelques maisons basses de paysans, ainsi que des établissements religieux.
En 1572, Catherine de Médicis décide d'installer sur place les bénédictins expulsés de leur abbaye Saint-Magloire (située à l'emplacement du 82, rue Saint-Denis). Les reliques de saint Magloire et de ses disciples sont alors transférées dans l'hôpital qui devient un couvent. 
Saint Magloire est un religieux gallois, devenu évêque de Dol-de-Bretagne en Bretagne, et qui finit sa vie dans l'île de Sercq. Ses reliques ont été transportées par Hugues Capet à Paris en 956-966, lorsque les Normands ont attaqué la Bretagne. 
À Saint-Jacques-du-Haut-Pas, au moment de la Révolution, ces reliques seront enterrées secrètement ; elles ne seront retrouvées qu'en 1835, lors de la pose d'un nouveau maître-autel.
Suivant la volonté de Mgr de Gondi, évêque de Paris, en 1618, le séminaire des Oratoriens du père de Bérulle, premier séminaire de France, remplace les bénédictins. Il sera connu sous le nom de séminaire Saint-Magloire. Jean de La Fontaine y séjournera comme novice.

## Historique

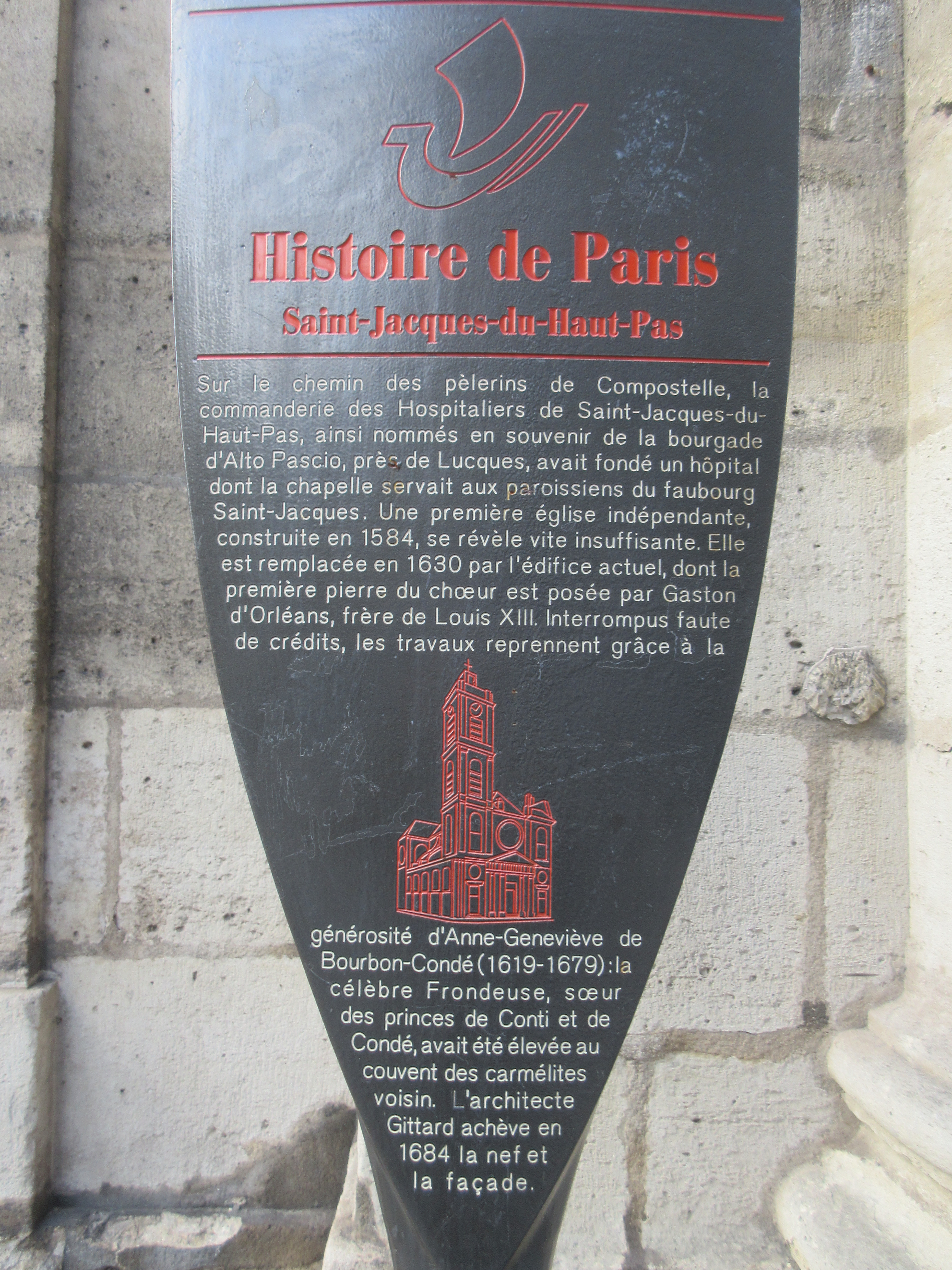
Panneau Histoire de Paris.

### Construction de l'église

#### Première église
La population environnante augmentant, les fidèles prennent l'habitude de venir prier dans la chapelle des hospitaliers et des bénédictins qui vieillissent et qui sont incommodés par les demandes de plus en plus pressantes. L'évêque donne alors l'autorisation de construire une église accolée au couvent de Saint-Magloire. Une petite église est donc construite en 1584, succursale des paroisses Saint-Hippolyte, Saint-Benoît et Saint-Médard. Celle-ci a le chœur orienté vers l'est, c'est-à-dire vers la rue Saint-Jacques (à l'opposé de l'église actuelle). On pénètre dans l'église en passant par le cimetière du couvent.

#### Seconde église

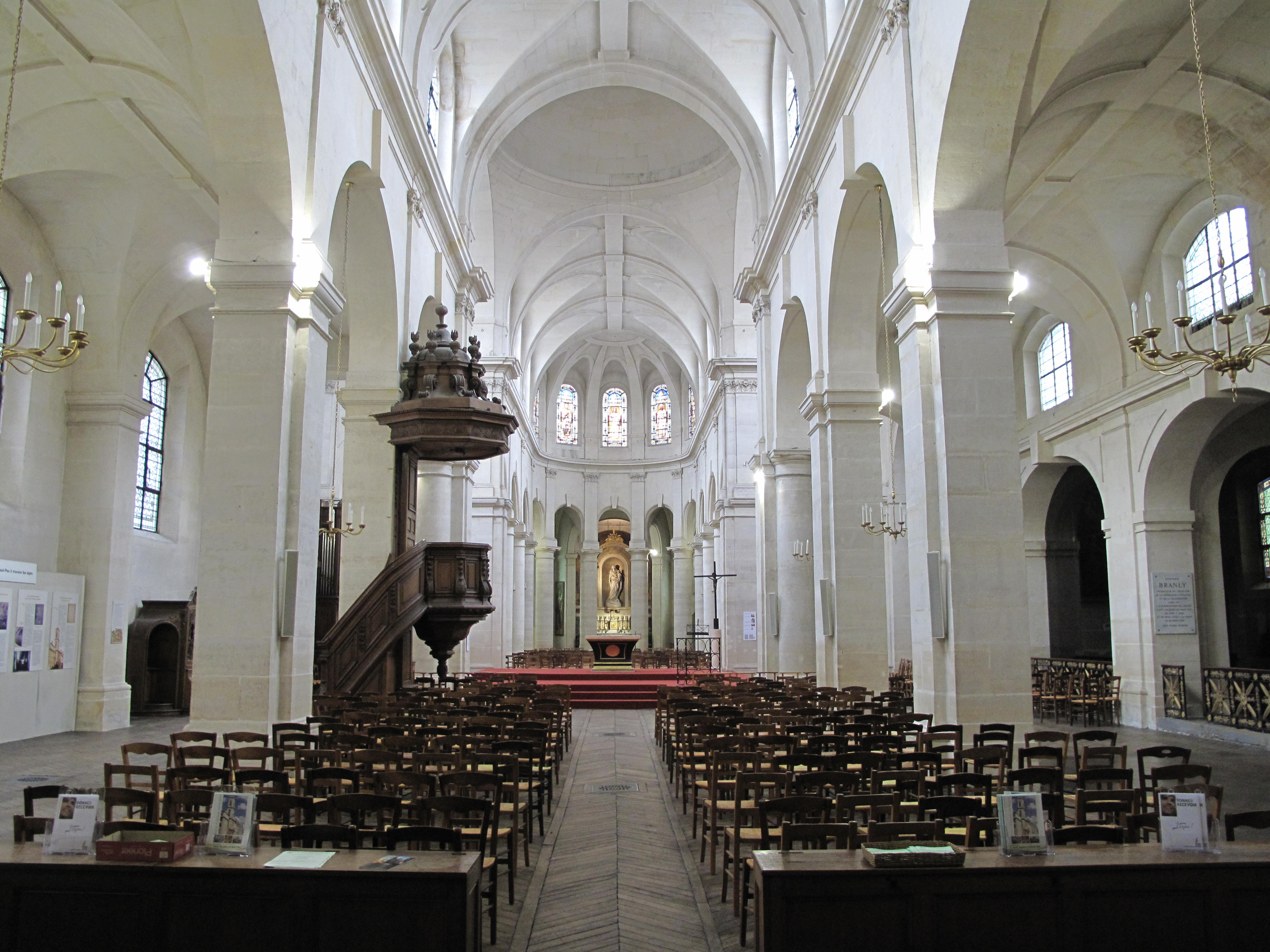
Intérieur de l'église.

L'église est rapidement trop petite, et en 1630, Gaston d'Orléans, frère de Louis XIII, décide de faire exécuter d'importants travaux. Le mur du fond de l'église est démoli, son orientation est inversée et l'entrée se fait dorénavant par la rue Saint-Jacques. Les travaux vont être très lents par manque d'argent, en raison de la pauvreté des paroissiens. La voûte de style gothique initialement prévue ne sera pas réalisée. Les maîtres carriers offriront gracieusement le pavé du chœur, et les ouvriers des différents corps de métier viendront travailler un jour par semaine sans solde.
Le 9 avril 1633, le Parlement, par arrêt, érige l'église en paroisse. Comme il existe déjà une église dédiée à saint Jacques le Majeur (de Compostelle), l'église Saint-Jacques-de-la-Boucherie, dont il ne reste plus que le clocher (la tour Saint-Jacques), il est décidé de dédier cette nouvelle église à saint Jacques le Mineur et à saint Philippe. Ce sont toujours les deux patrons de l'église Saint-Jacques-du-Haut-Pas.

### L'église et Port-Royal

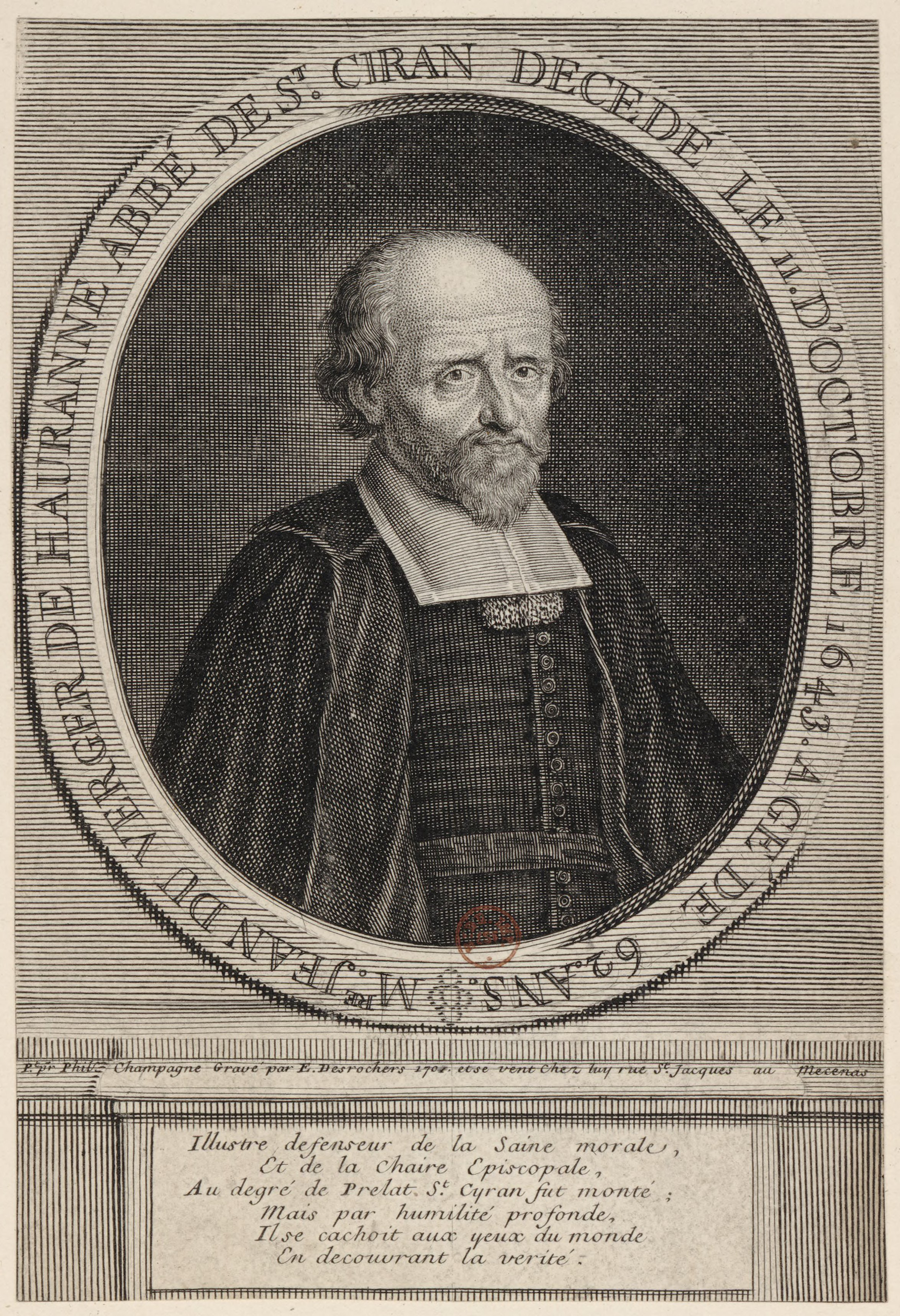
Étienne Jehandier Desrochers, Jean Duvergier de Hauranne, gravure d'après Philippe de Champaigne.

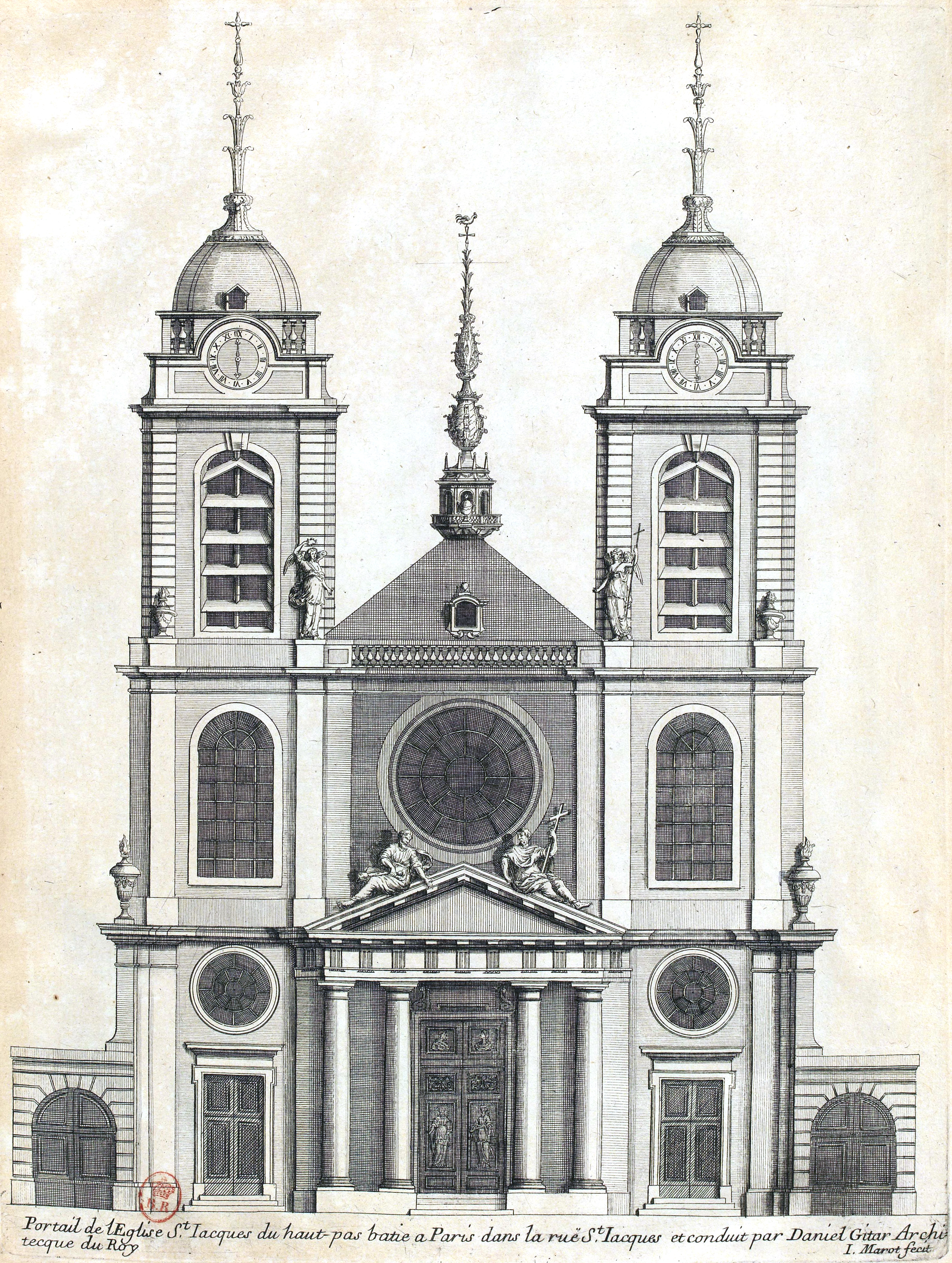
Projet de façade par Daniel Gittard : seule une seule des tours sera construite.

Angélique Arnauld, abbesse de Port-Royal, foyer du mouvement janséniste, décide en 1625, d'installer rue du Faubourg-Saint-Jacques, une annexe du monastère de Port-Royal des Champs. Des liens très étroits se nouent avec la paroisse de Saint-Jacques-du-Haut-Pas qui jouera un rôle important dans la diffusion du jansénisme. Jean Duvergier de Hauranne, abbé de Saint-Cyran (1581-1643), y a été inhumé et son tombeau devient rapidement un lieu de pèlerinage important.
La duchesse de Longueville (1619-1679), Anne Geneviève de Bourbon-Condé, sœur du Grand-Condé et protectrice de Port-Royal offre des dons substantiels pour l'édification du bâtiment. Après sa mort, ses restes seront inhumés à Port-Royal des Champs, et quand l'abbaye sera détruite, son cœur sera déposé dans la chapelle de Saint-Jacques-du-Haut-Pas.
Les travaux peuvent donc reprendre en 1675 grâce à elle. L'architecte sélectionné Daniel Gittard, qui a entre autres déjà construit le chœur de l'église Saint-Sulpice, exécute des plans de la façade. Mais celle-ci ne sera pas exécutée complètement  selon ses plans. Des deux tours prévues par Gittard, une seule est finalement construite, mais avec un étage supplémentaire.
La chapelle de la Vierge est construite quelques années plus tard (1688-1690), suivant les plans de l'architecte Libéral Bruant, à qui l'on doit l'hôtel des Invalides et l'hôpital de la Salpêtrière.

### La Révolution et leXVIIIesiècle
Pendant la Révolution française, l'église est pillée en 1793, comme de nombreuses autres églises. En 1793, elle fait partie des quinze églises mises à la disposition des catholiques parisiens par la Convention nationale à la suite de la reconnaissance de la liberté des cultes. Le curé Vincent Duval est élu curé de la paroisse par les habitants du quartier.
En 1797, la loi impose l'égal accès des édifices religieux à tous les cultes qui le demandent. Les théophilantropes demandent à pouvoir bénéficier de l'église comme lieu de réunion.
L'église prend alors le nom de temple de la Bienfaisance. Le chœur est réservé aux théophilantropes et la nef reste à la disposition des catholiques.
En 1801, à la suite du Concordat, sous Napoléon Ier, la paroisse reprend la totalité du bâtiment.
L’Institut national des jeunes sourds est décidée le 4 avril 1794 par la Convention nationale, qui ouvre ses portes dans l’ancien séminaire des Oratoriens. Cela, dans le prolongement du travail effectué auprès des enfants sourds et muets par l’abbé Charles-Michel de L'Épée (1712-1789). Aujourd'hui encore, la paroisse gère l'aumônerie régionale des sourds d’Île-de-France.

### XIXeetXXesiècles

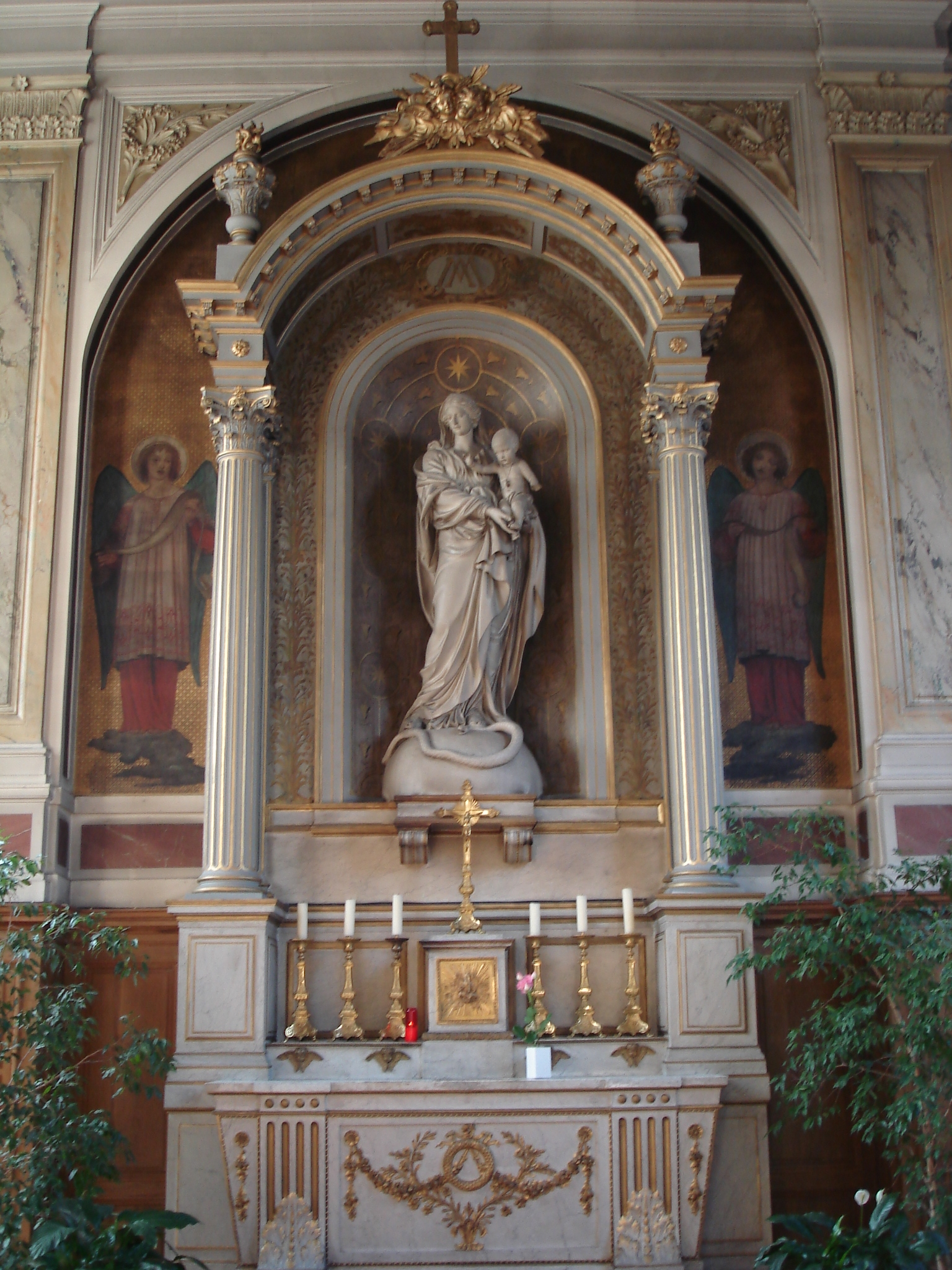
Statue de la Vierge à l'Enfant écrasant le serpent.

Au XIXe siècle, principalement sous la monarchie de Juillet et sous le Second Empire, le bâtiment sobre et peu décoré sous l'influence janséniste est considérablement embelli.
La Ville de Paris offre à l'église le buffet d'orgue et la chaire provenant de la chapelle Saint-Benoît-le-Bétourné, rasée en 1854 pour faire place à la nouvelle Sorbonne.
En 1867, une toile de 1,95 × 1,25 m, peinte par Nélie Jacquemart, est accrochée dans la chapelle située à gauche de la sacristie. Elle représente saint Eugène, debout, robe de moine avec capuchon blanc, pieds nus et la main gauche soutenant la crosse.
La décoration de la chapelle de la Vierge est confiée en 1868 à Auguste-Barthélemy Glaize.
De nombreux tableaux et vitraux sont offerts par des familles fortunées comme la famille de Baudicour qui offre en 1835 le maître-autel qui se trouve dans le bas-côté nord et l'ensemble de la décoration de la chapelle Saint-Pierre.
On y trouve par ailleurs les tombeaux de l'astronome Jean-Dominique Cassini (1625-1712) et du mathématicien Philippe de La Hire (1640-1718).
En 1948 s'y déroulent les obsèques de l'abbé Franz Stock en présence du nonce apostolique Mgr Roncalli, futur Pape Jean XXIII, qui donne lui-même l’absoute.

## Curés
- 1726-1783 : Jean-Denis Cochin (1726-1783) est curé de la paroisse. Il va contribuer à renouveler la liturgie, mais sa principale occupation, sera l'aide aux personnes défavorisées. Il fonde un hospice destiné à recevoir les malades indigents, dont il pose la première pierre le 25 septembre 1780, dans le faubourg Saint-Jacques. Il nomme cet hospice, du nom des patrons de la paroisse, hôpital Saint-Jacques-Saint-Philippe-du-Haut-Pas. Cet hôpital prendra le nom d'hôpital du Sud sous la Révolution et plus tard recevra le nom de son fondateur, hôpital Cochin.
- 1793- ? : Vincent Duval, élu par les habitants du quartier.
- ? -1934 : Paulin Asty ;
- 1960-1966 : Daniel Pézeril ;
- 2012-2024 : François Delpit ;
- Depuis 2024 : Sébastien Waeffler

## Description
L'église Saint-Jacques-du-Haut-Pas est l'une des rares églises parisiennes dont le chœur est orienté vers l'ouest, à la suite de l'inversion du plan décidée lors de la reconstruction de l'édifice au XVIIe siècle.

### Les orgues

L'orgue de tribune
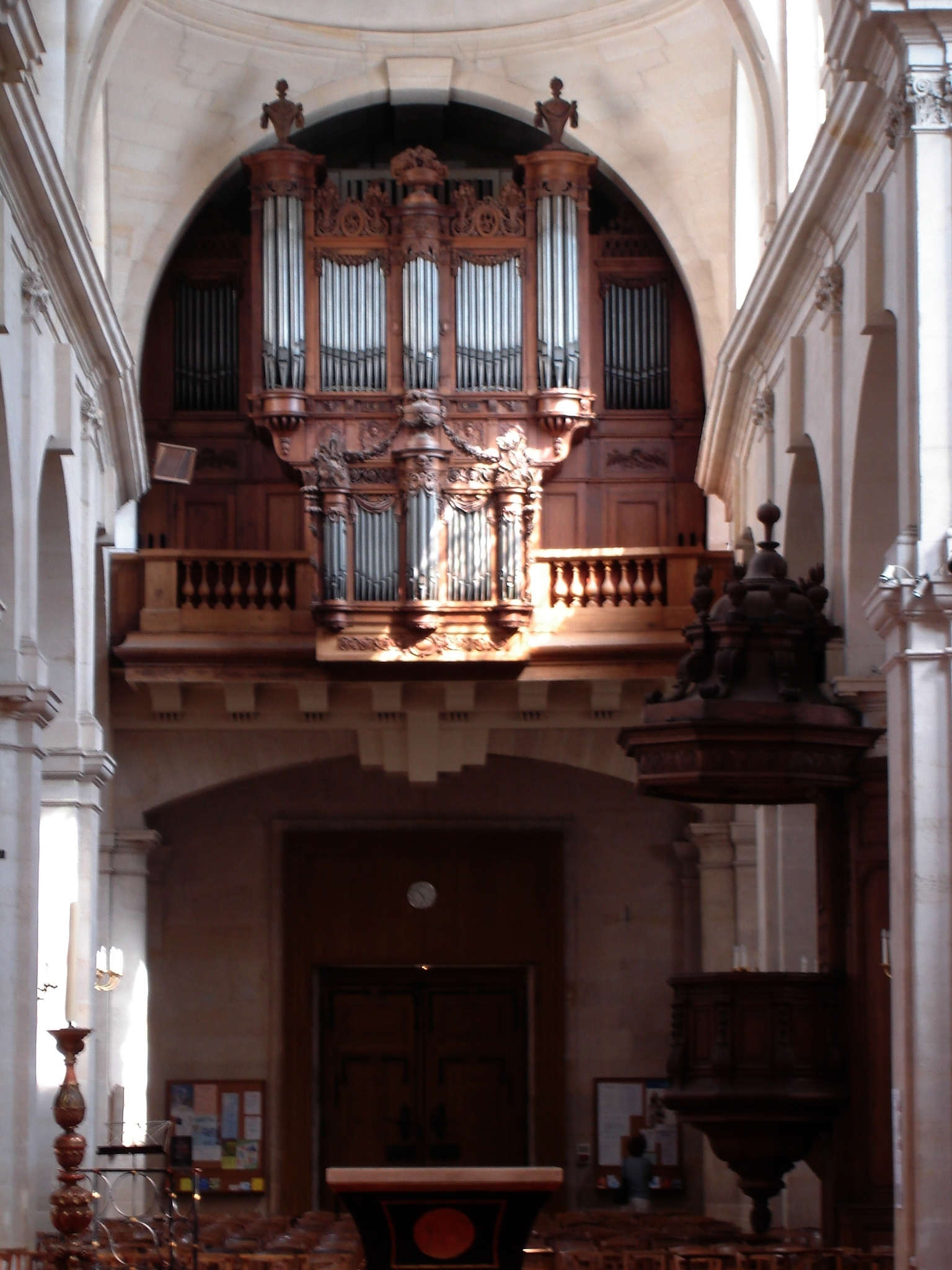
Le grand orgue.
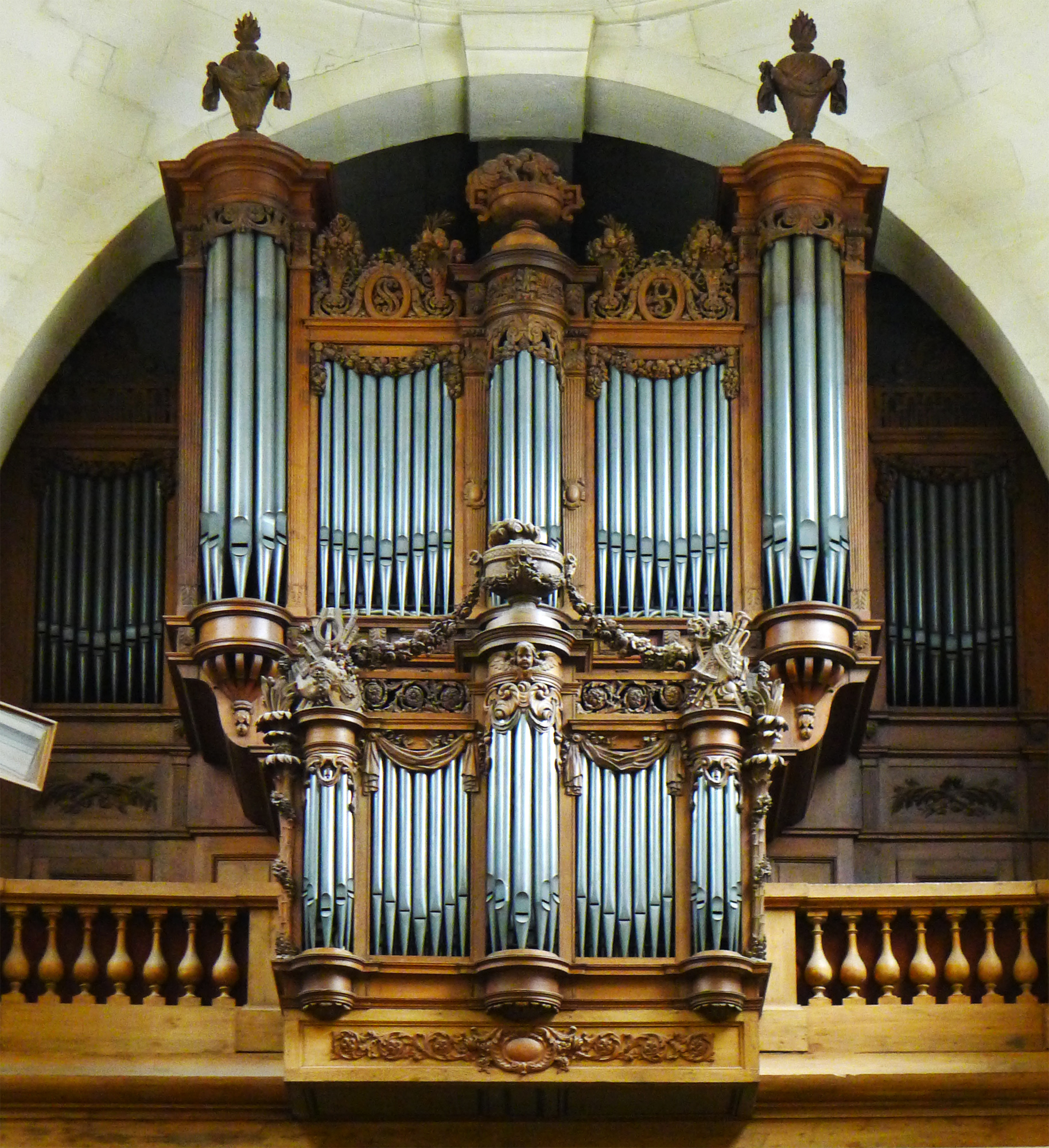
Vue rapprochée.

Il s'agit à l'origine de l'orgue de l'église Saint-Benoît-le-Bétourné, désaffectée pendant la période révolutionnaire, que la paroisse de Saint-Jacques-du-Haut-Pas se fait alors attribuer. Par coïncidence, cette église avait en commun avec Saint-Jacques-du-Haut-Pas, de n'être pas orientée vers l'est, comme l'indiquait son nom.
Les parties les plus anciennes du grand orgue remontent aux XVIIe et XVIIIe siècles, certaines parties du buffet, dues au menuisier Claude Delaistre, remontent même à 1587. Modifié à plusieurs reprises, il connut sa dernière restauration, par Alfred Kern, en 1971.
Composition
| Positif 56 notes    |
| Montre 8'           |
| Bourdon 8'          |
| Prestant 4'         |
| Flûte à cheminée 4' |
| Nazard 2 2/3'       |
| Doublette 2'        |
| Tierce 1 3/5'       |
| Larigot 1 1/3'      |
| Fourniture V        |
| Cromorne 8'         |
| Dulcian (anche) 8'  |
| Tremblant           |

| Grand-Orgue 56 notes |
| Bourdon 16'          |
| Montre 8'            |
| Bourdon 8'           |
| Gros nazard 5 1/3'   |
| Prestant 4'          |
| Grosse tierce 3 1/5' |
| Quarte 2'            |
| Grande Fourniture II |
| Fourniture III       |
| Cymbale IV           |
| Cornet V             |
| Voix humaine 8'      |
| Trompette 8'         |
| Clairon 4'           |
| Tremblant            |

| Récit 56 notes    |
| Bourdon 8'        |
| Principal 4'      |
| Flûte à fuseau 4' |
| Doublette 2'      |
| Sifflet 1'        |
| Sesquialtera II   |
| Cymbale IV        |
| Douçaine 16'      |
| Trompette 8'      |
| Clairon 4'        |
| Tremblant         |

| Solo 37 notes |
| Flûte 8'      |
| Cornet V      |
| Hautbois 8'   |

| Pédale 30 notes  |
| Flûte 16'        |
| Soubasse 16'     |
| Flûte conique 8' |
| Flûte 4'         |
| Nachthorn 2'     |
| Mixture V-VI     |
| Bombarde 16'     |
| Trompette 8'     |
| Clairon 4'       |

L'orgue de chœur
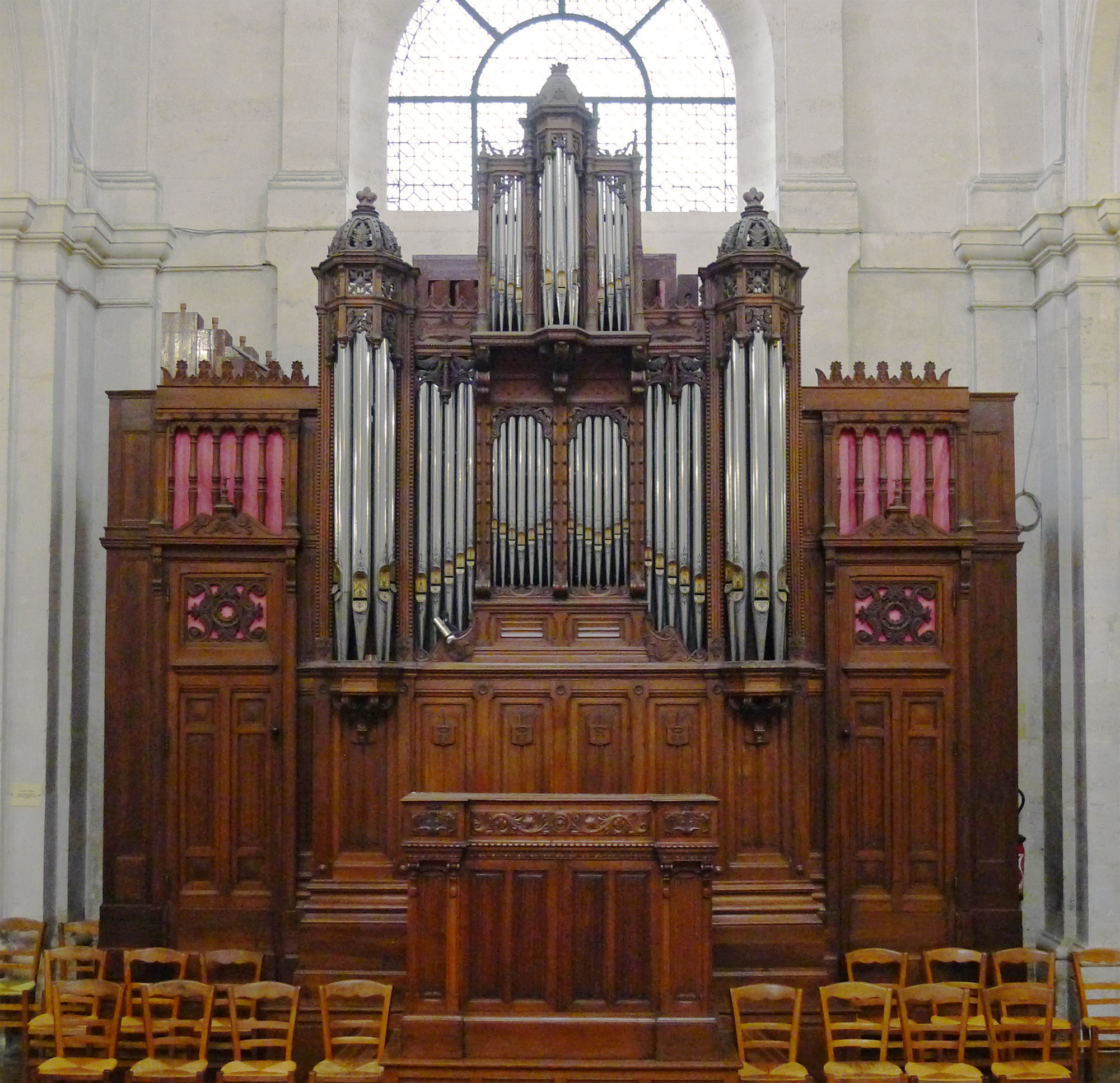
Vue générale.
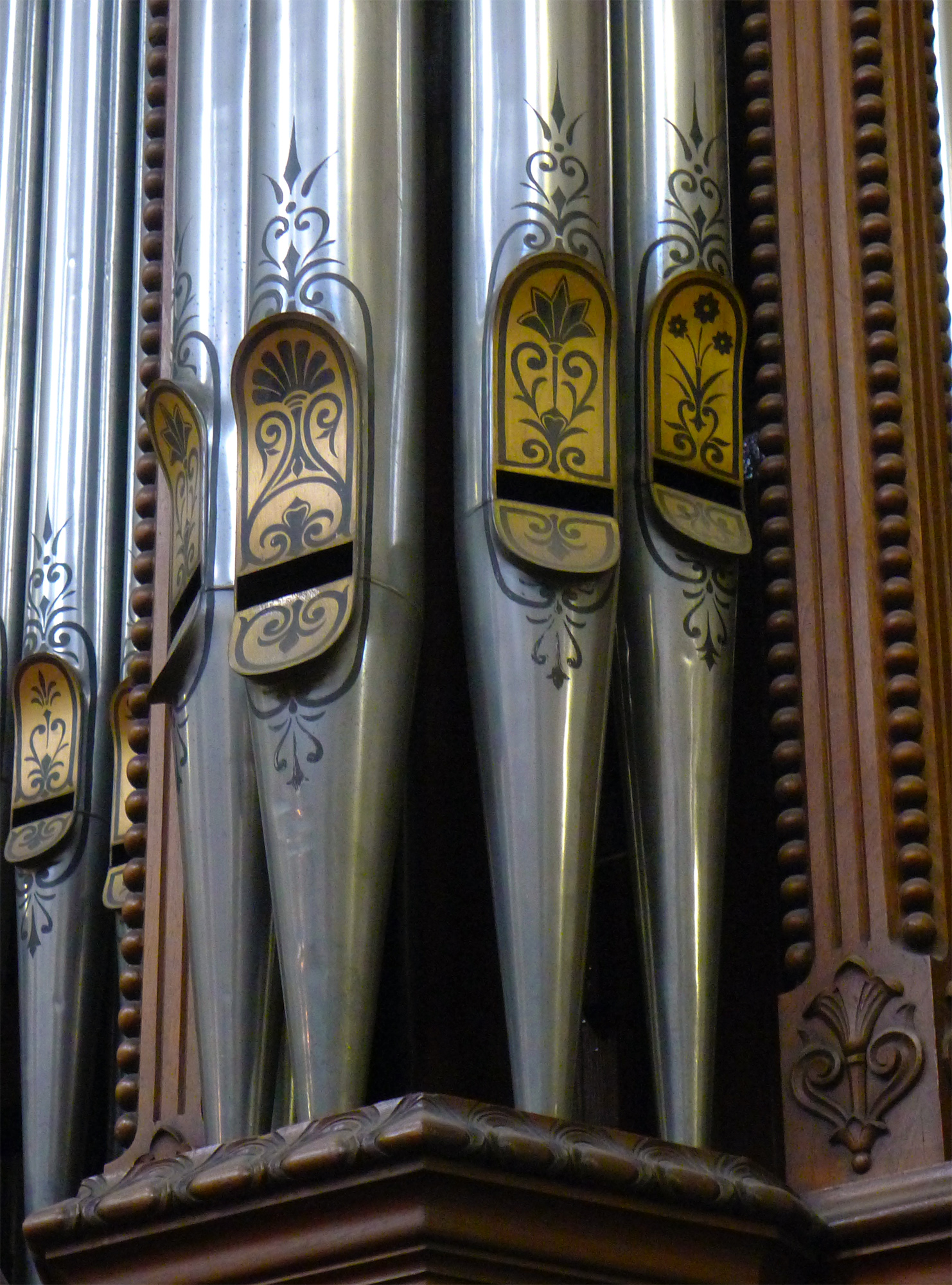
Détail.
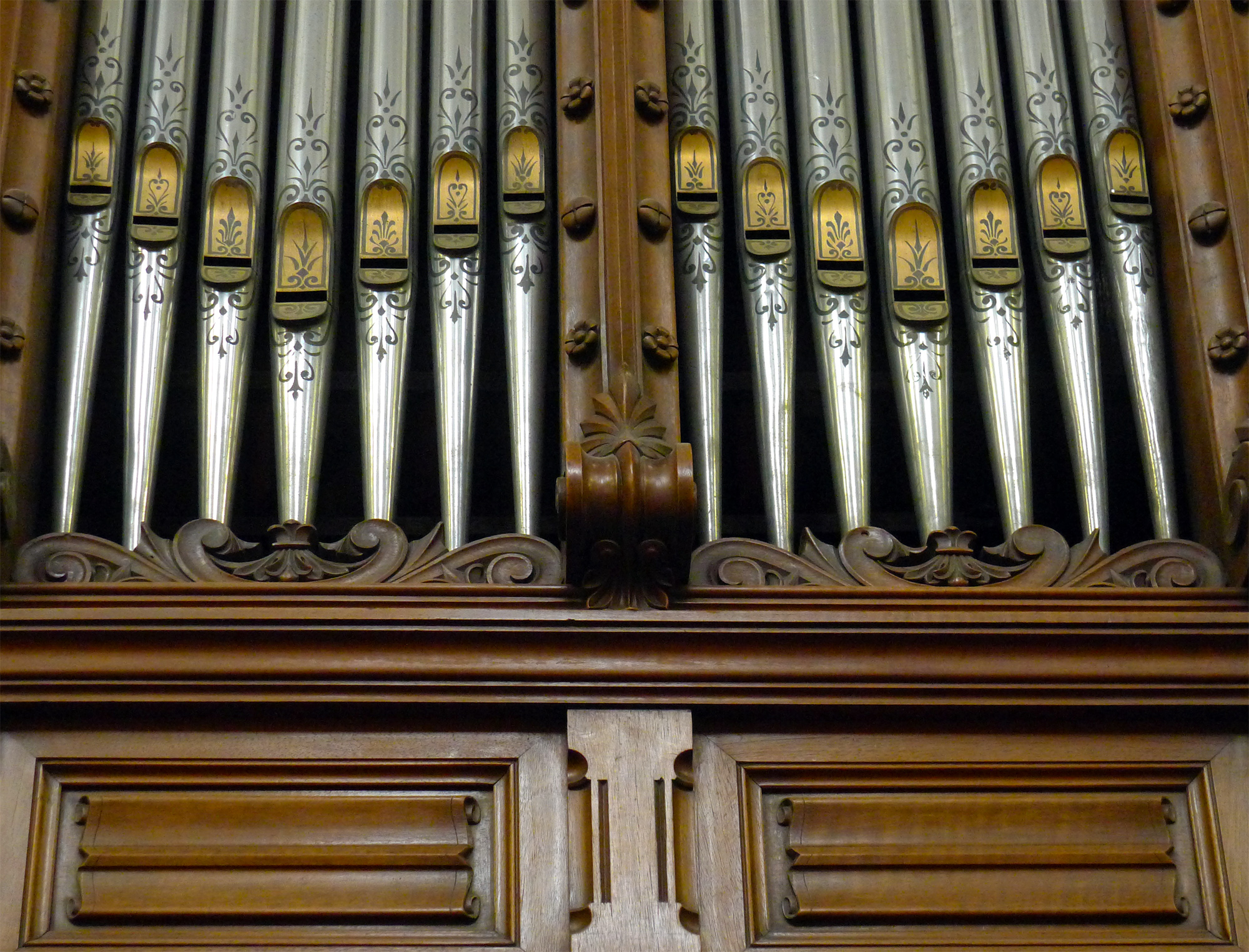
détail.

L'orgue de chœur fut réalisé par Aristide Cavaillé-Coll en 1866. Il comprend deux claviers de 56 notes et un pédalier de 30 notes. Les transmissions sont mécaniques et il possède 14 jeux.

### Œuvres d'art et mobilier
- Parmi les tableaux ornant l'édifice sont conservées des œuvres de ...

- Anonyme bolonais lié à Denis Calvaert, Jésus guérit la belle-mère de saint Pierre, vers 1600-1650. 
- des Frères Le Nain : L'Annonciation, 1630-1632. Ce tableau est l'un des six tableaux des frères Le Nain sur le thème de la vie de la Vierge qui décoraient la chapelle de la Vierge dans l’église du couvent des Petits-Augustins à Paris.
- de Sébastien Bourdon, Le martyre de sainte Félicité.
- de Jacques Blanchard, La visitation de la Vierge.
- de Jean Restout, Saint Pierre, 1728 (signature sur la pierre).
- du baron François Gérard, Jésus et les petits enfants.
- de Frédéric Delanoë (1789-1861) : La Sainte Famille, 1826-1827,.
-  La Présentation de la Vierge au Temple (non daté. Copie d'après l'un des Boulogne, par Humbert. Donné par l'Etat en 1811) classé Objet Monument historique depuis 1920 . Le tableau est accroché dans le bas-côté droit, au-dessus de la porte de la sacristie.
- Plusieurs sculptures...

-  un confessionnal et la chaire à prêcher en bois sont de style Louis XIV (1677). Ils proviendraient également de Saint-Benoit-le-Bétourné.
- une statue en pierre de saint Jacques le Majeur, en pèlerin, XIVe siècle.
- un bas-relief en bois (merisier ?) La Vierge apparaissant à saint Jacques, 17e siècle. Le donateur, peut-être de la confrérie de Saint Jacques, a fait graver son nom : Pierre Denaymet, seigneur de Crozefont.

## Galerie

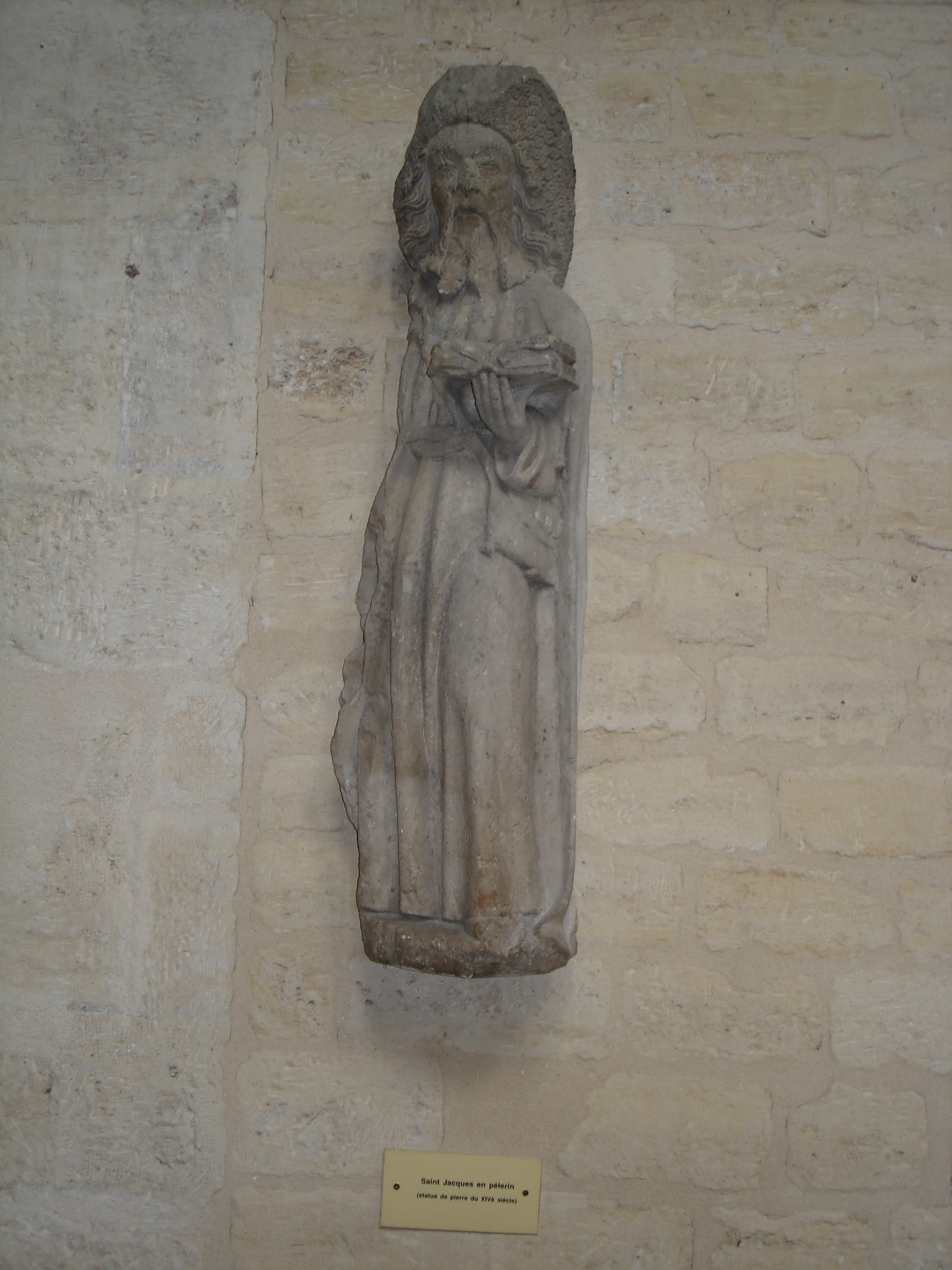
Statue de saint Jacques en pèlerin (XIVe siècle).
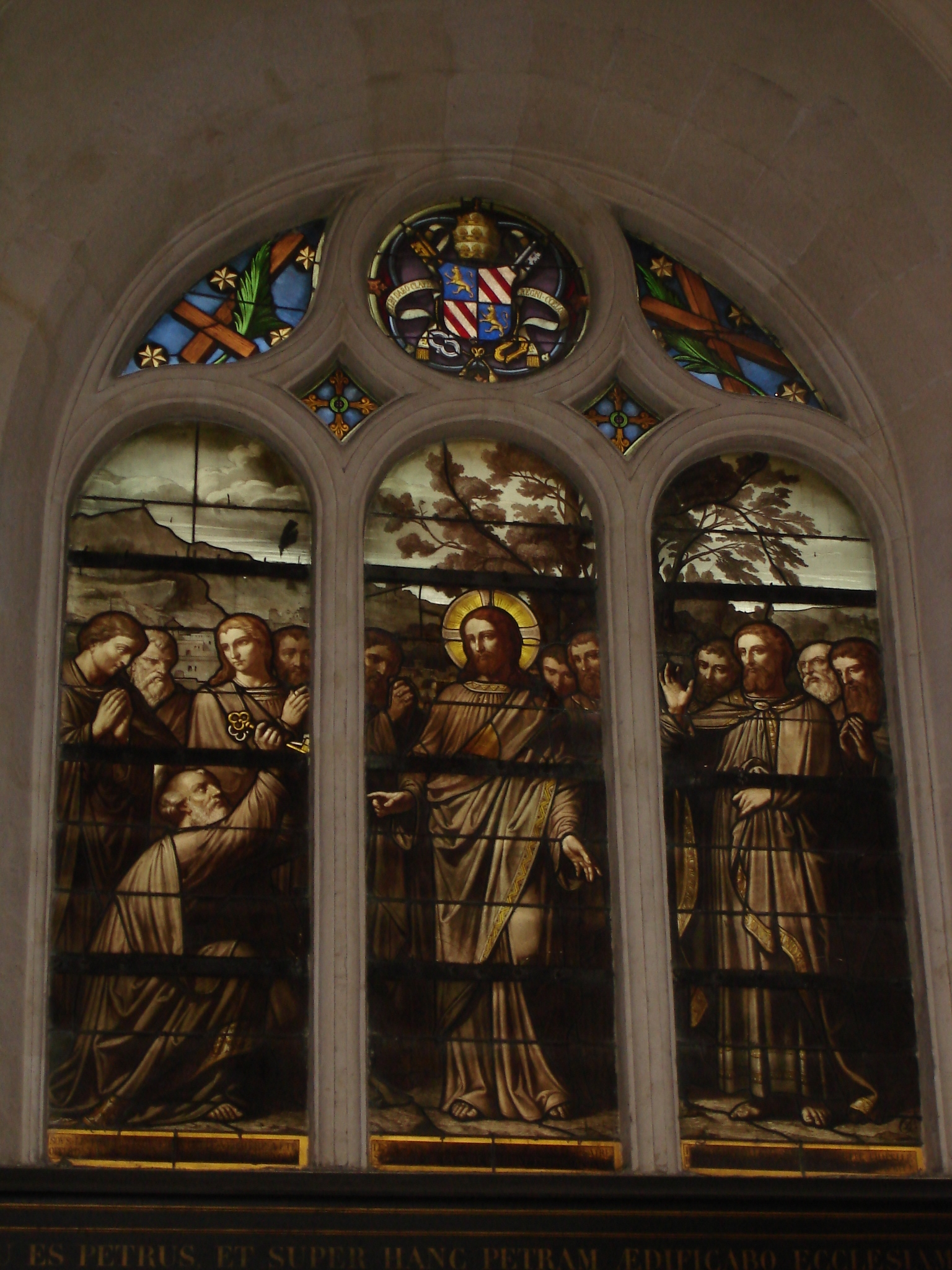
Vitrail représentant le Christ disant à saint Pierre : « Tu es Pierre et sur cette pierre je bâtirai mon Église ».
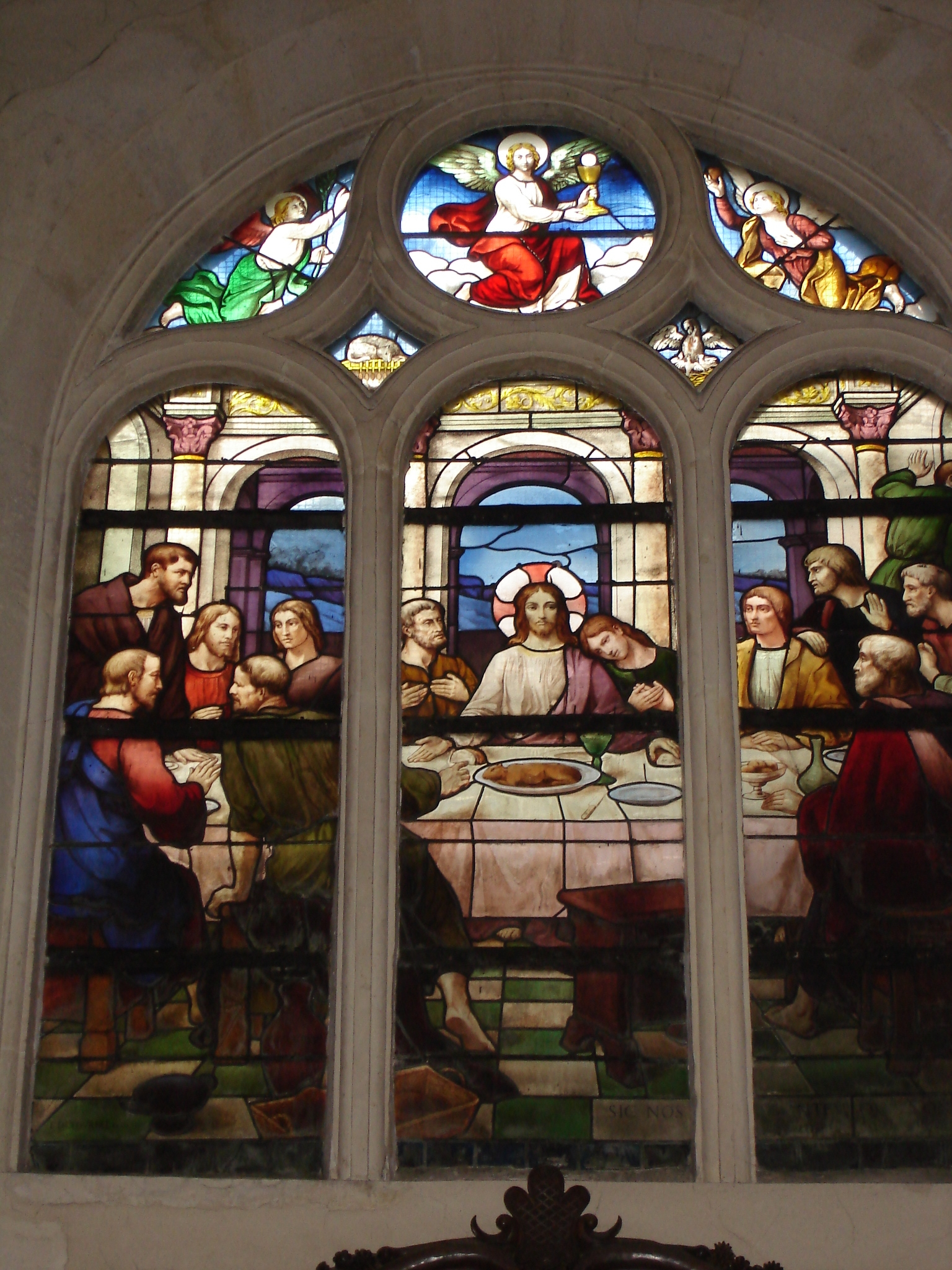
Vitrail représentant la Cène.
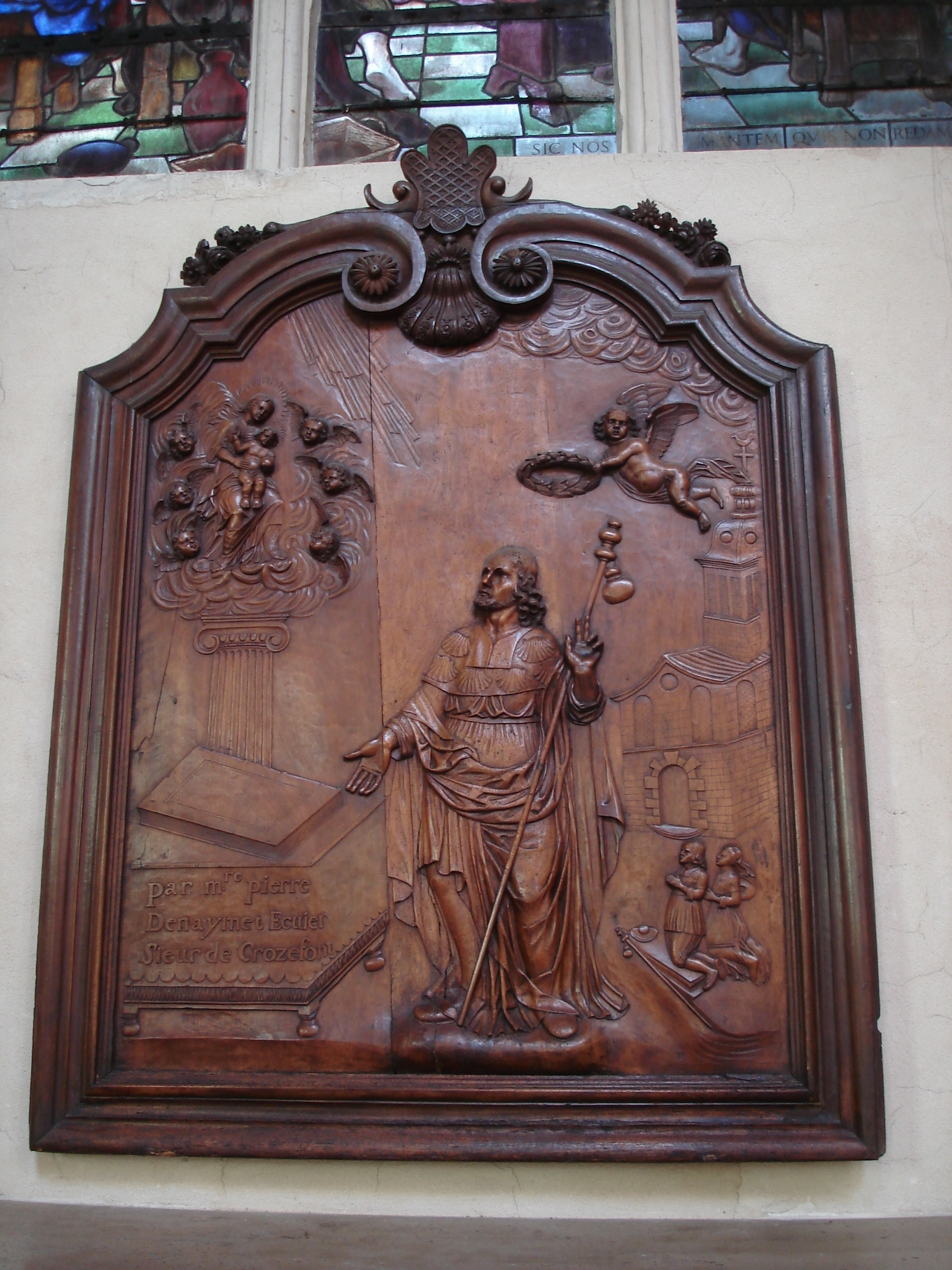
École auvergnate du XVIIe siècle, La Vierge apparaissant à saint Jacques, bas-relief en bois de merisier.
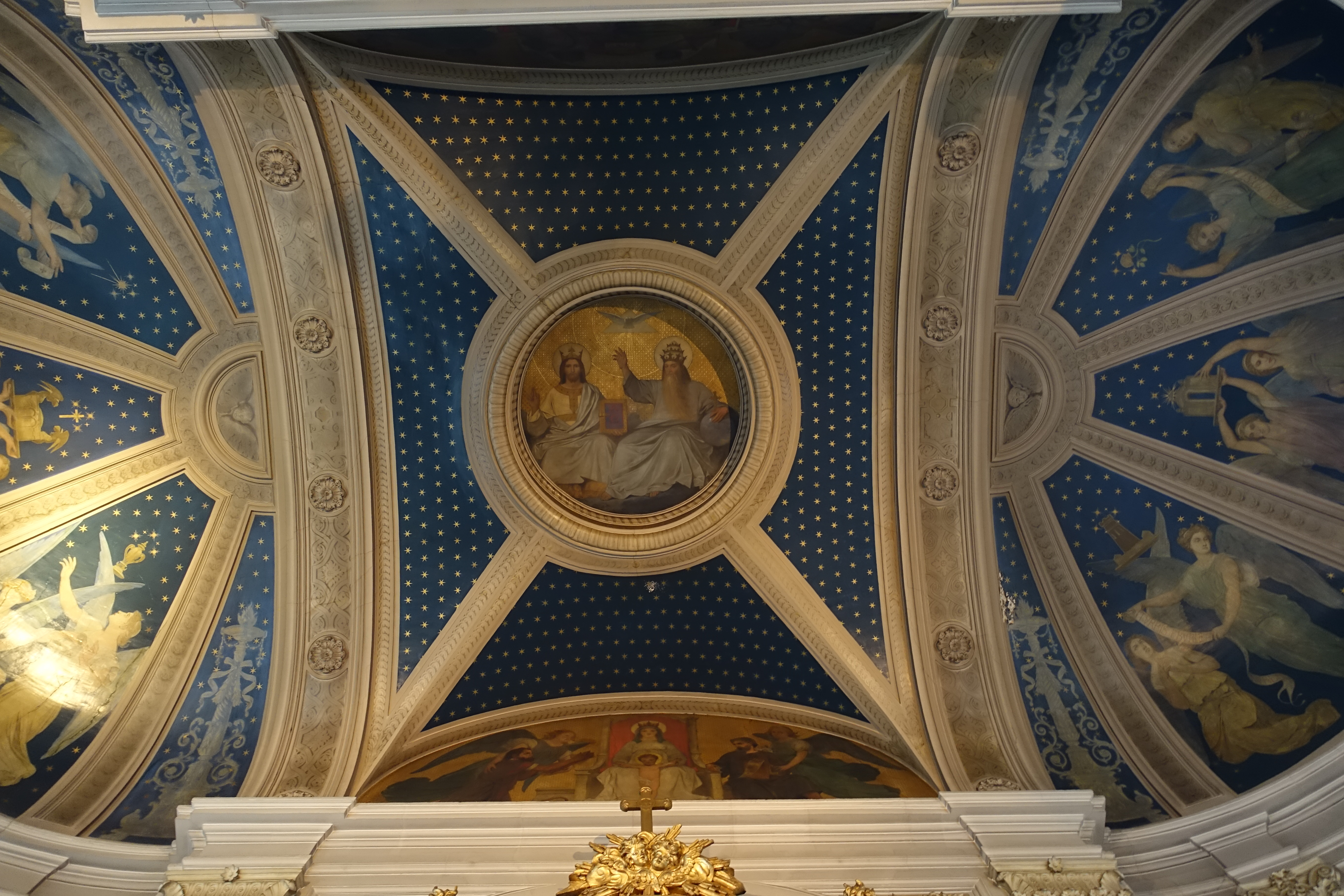
Plafond de la chapelle de la Vierge avec un médaillon d'Auguste-Barthélemy Glaize, la Sainte Trinité (1868).
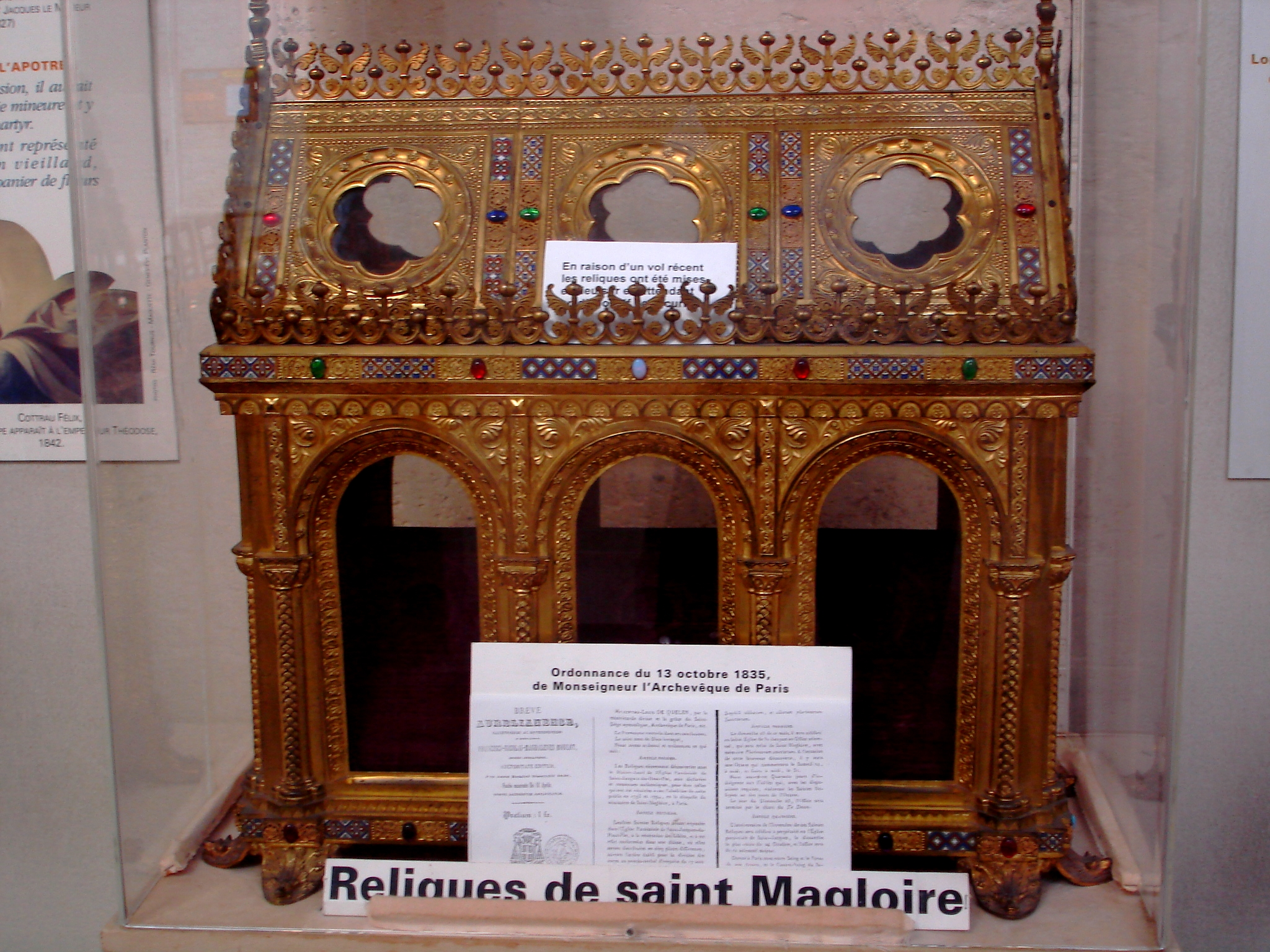
Châsse de saint Magloire[17].
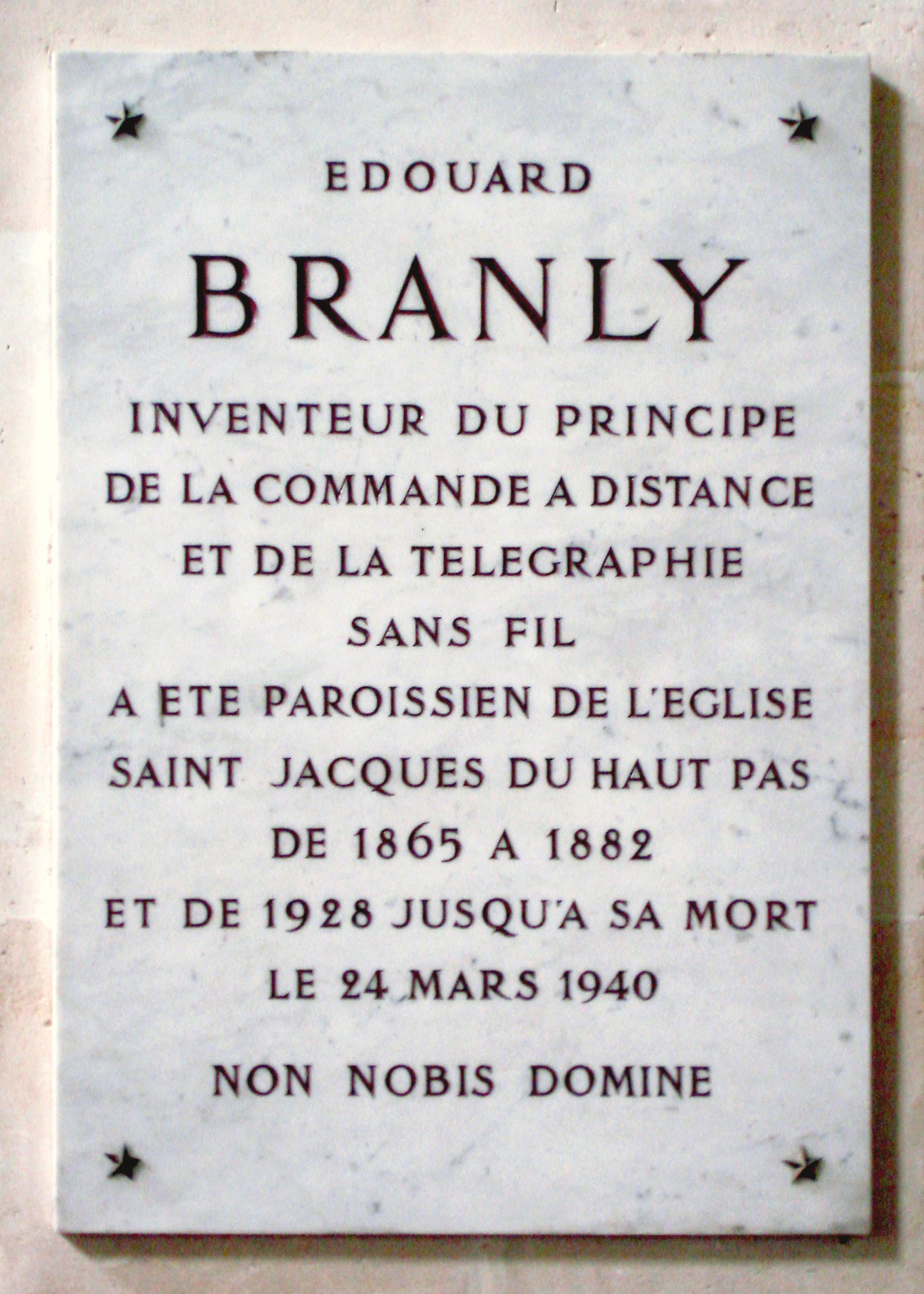
Plaque commémorative dédiée à Édouard Branly.
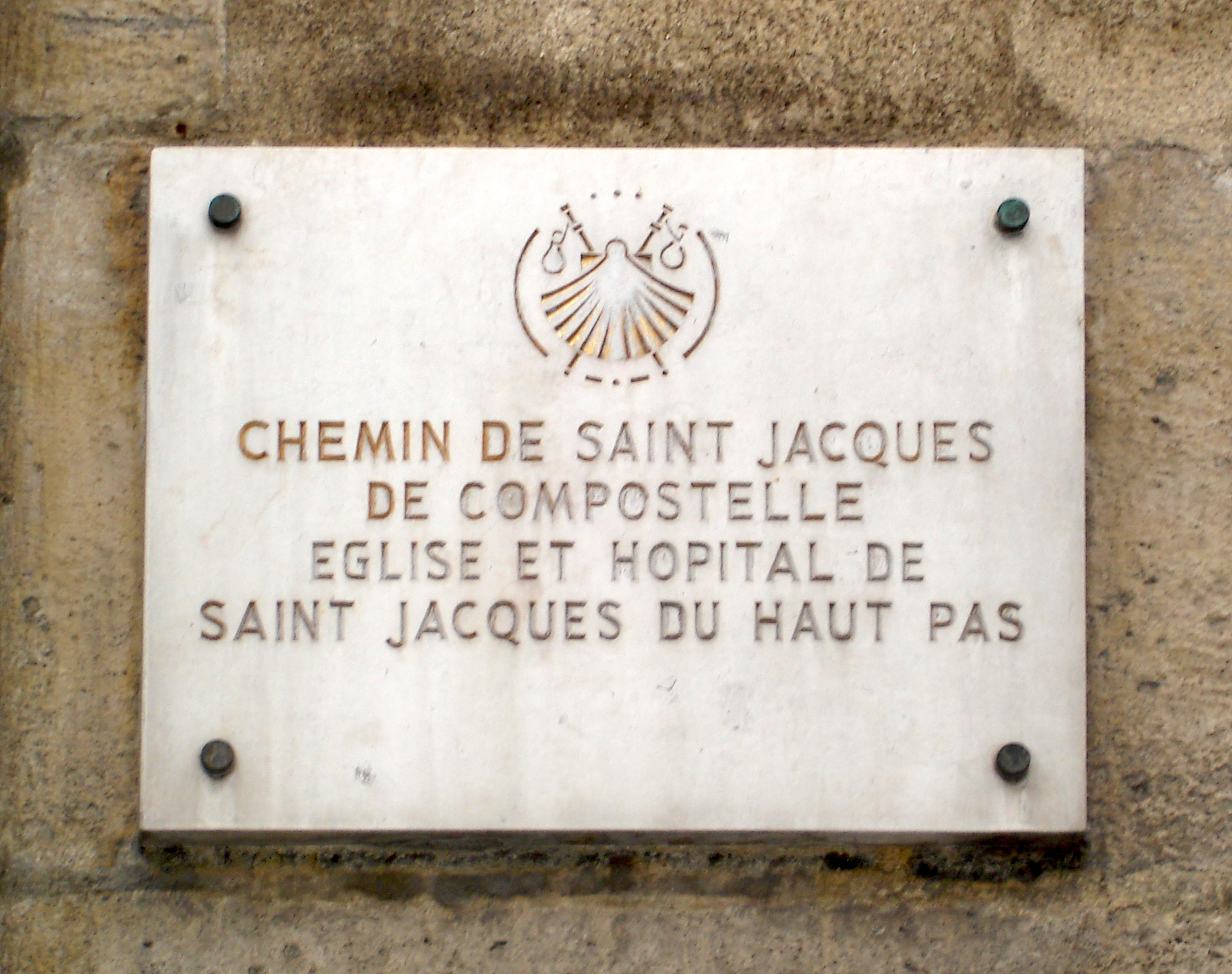
Plaque apposée sur la façade de l'église signalant que celle-ci est située sur le chemin de Saint-Jacques-de-Compostelle.
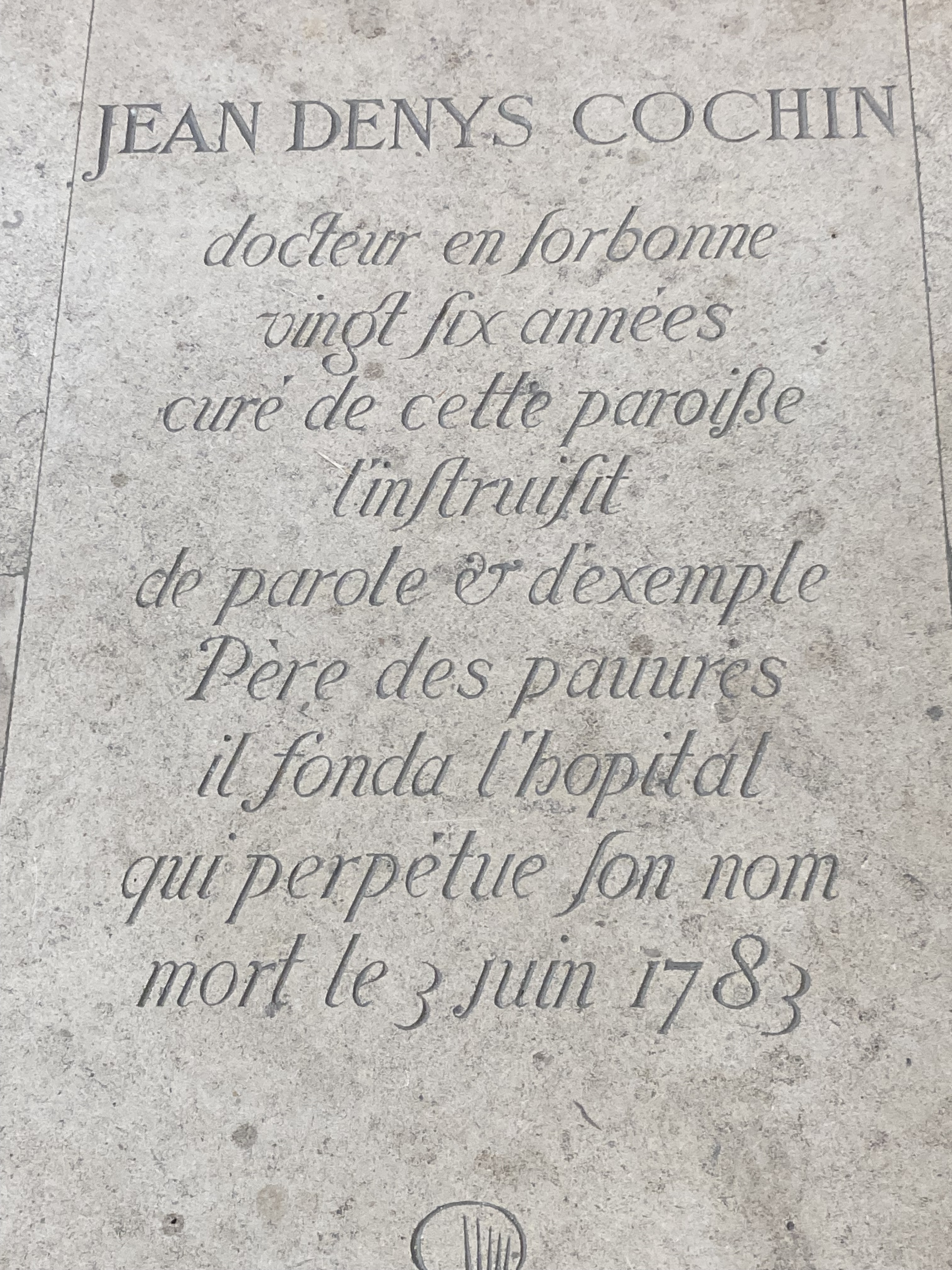
Pierre tombale de Jean-Denis Cochin.

## Cinéma
En 1969, le cinéaste François Truffaut tourne plusieurs scènes de L'Enfant sauvage, dans l’église.

### Articles liés
- Ordre de Saint-Jacques d'Altopascio (en)
- Altopascio
- Ordre de Saint-Benoît
- Abbaye Saint-Magloire de Paris
- Congrégation de l'Oratoire
- Séminaire Saint-Magloire
- Liste des édifices religieux de Paris
- Archidiocèse de Paris
- Quartier du Val-de-Grâce
- Liste des monuments historiques du 5e arrondissement de Paris
- Institut national de jeunes sourds de Paris